# جوزيف بنسون غيلدر
جوزيف بنسون غيلدر (بالإنجليزية: Joseph Benson Gilder)‏ هو صحفي أمريكي، ولد في 29 يونيو 1858، وتوفي في 1936.